# جان دوبوا (لاعب هوكي الحقل)
جان دوبوا هو لاعب هوكي الحقل بلجيكي، ولد في 4 أكتوبر 1926.

## وصلات خارجية
- جان دوبوا على موقع أوليمبيديا (الإنجليزية)